# La guerra di Mario
Pour plus de détails, voir Fiche technique et Distribution.
La guerra di Mario est un film italien réalisé par Antonio Capuano, sorti en 2005.

## Synopsis
Mario, un garçon rebelle, est confié à un jeune couple pour être éloigné de sa mère abusive.

## Fiche technique
- Titre : La guerra di Mario
- Réalisation : Antonio Capuano
- Scénario : Antonio Capuano
- Musique : Pasquale Catalano
- Photographie : Luca Bigazzi
- Montage : Giogiò Franchini
- Production : Francesca Cima, Nicola Giuliano et Domenico Procacci
- Société de production : Fandango et Indigo Film
- Pays :  Italie
- Genre : Drame
- Durée : 100 minutes
- Dates de sortie : 
  -  Suisse : 11 août 2005 (Festival international du film de Locarno)
  -  France : 3 mars 2006

## Distribution
- Valeria Golino : Giulia
- Marco Grieco : Mario
- Andrea Renzi : Sandro
- Imma Villa : Mirella
- Emanuele Annunziata : Luciano
- Anita Caprioli : Adriana Cutolo
- Rosaria De Cicco : Nunzia

## Distinctions
Lors de la 51e cérémonie des David di Donatello, le film reçoit 4 nominations et remporte le David di Donatello de la meilleure actrice pour Valeria Golino.